# Telchinia cinerea
Telchinia cinerea is een vlinder uit de familie van de Nymphalidae. De wetenschappelijke naam van de soort is voor het eerst gepubliceerd in 1904 door Sheffield Airey Neave.
De soort komt voor in Congo Kinshasa, Ethiopië, Oeganda, Kenia, Rwanda, Tanzania en Zambia.